# Blackboard
Blackboard是一個數位教學平台，由美國Blackboard公司開發，老師和學生可以在這個平台內進行各種課程方面的交流。

## 工具
公佈欄、行事曆、工作、檢視成績、傳送郵件、通訊錄、使用者目錄、個人資訊。

## 主要功能
Blackboard 網路教學平臺以課程為中心集成網路“教”和“學”的環境。教師可以在平臺上開設網路課程，學習者可以自主選擇要學習的課程並自主進行課程內容學習。不同學習者之間以及教師和學習者之間可以根據教、學的需要進行討論、交流。該網路教學平臺為教師、學生提供了強大的施教和學習的網上虛擬環境， 成為師生溝通的橋樑。該網路平臺以課程為核心，每一個課程都具備以下4 個獨立的功能模組： 
（1）內容資源管理—教師可以方便地發佈、管理、 組織教學內容； 
（2）線上交流功能—非同步和同步的交流協作工具； 
（3）考核管理功能—自測、測驗、考試、調查和記分冊； 
（4）系統管理功能—教務處老師的管理、統計功能。

## 其他
Blackboard 除了上述功能外，它還有提供電子書及學術套房的功能，電子書大家都知道是用數位形式將圖書內容呈現一種數位圖書。至於學術套房，是可以將你的所有查詢的文章做整理並做出標籤，提供相關的檢索結果。

## 圖書館
Blackboard可以是數位學習的一個分支，而目前圖書館推廣數位學習是不遺餘力的，因此Blacboard系統就是一個可以運用在圖書館數位學習的一個系統，只要推廣讓讀者參與，在這個平台上可以讓讀者利用平台上的討論區，與圖書館員進行交流，也可下載圖書館相關資訊。

## 連結
- Blackboard主頁